# Kon-Tiki-Nunatak
Der Kon-Tiki-Nunatak ist ein 1300 m hoher Nunatak in der antarktischen Ross Dependency. Er ragt aus den Cooper-Eisfällen inmitten des Nimrod-Gletschers auf.
Die Nordgruppe der von 1961 bis 1962 dauernden Kampagne im Rahmen der New Zealand Geological Survey Antarctic Expedition entdeckte ihn. Sie benannte ihn wegen seiner Ähnlichkeit mit einem Floß nach der Kon-Tiki, mit der der norwegische Forschungsreisende Thor Heyerdahl 1947 über den Pazifik gesegelt war.